# Конедобу
Конедобу (англ. Konedobu) — один из пригородов Порт-Морсби, столицы Папуа-Новой Гвинеи. Также известен как «Коне».

## Расположение
Конедобу расположен в долине между холмом Туагуба и пиком Бернс.

## Описание
В пригороде расположены многочисленные правительственные учреждения, в том числе штаб-квартира Королевской полиции Папуа-Новой Гвинеи и Головной офис почтовой курьерской службы. Он также включает жилые районы и Стадион имени сэра Хьюберта Мюррея, авиаклуб и яхт-клуб Royal Papua. Известные магистрали в Конедобу включают Lawes Road и Poreporena Freeway.

## Фотогалерея

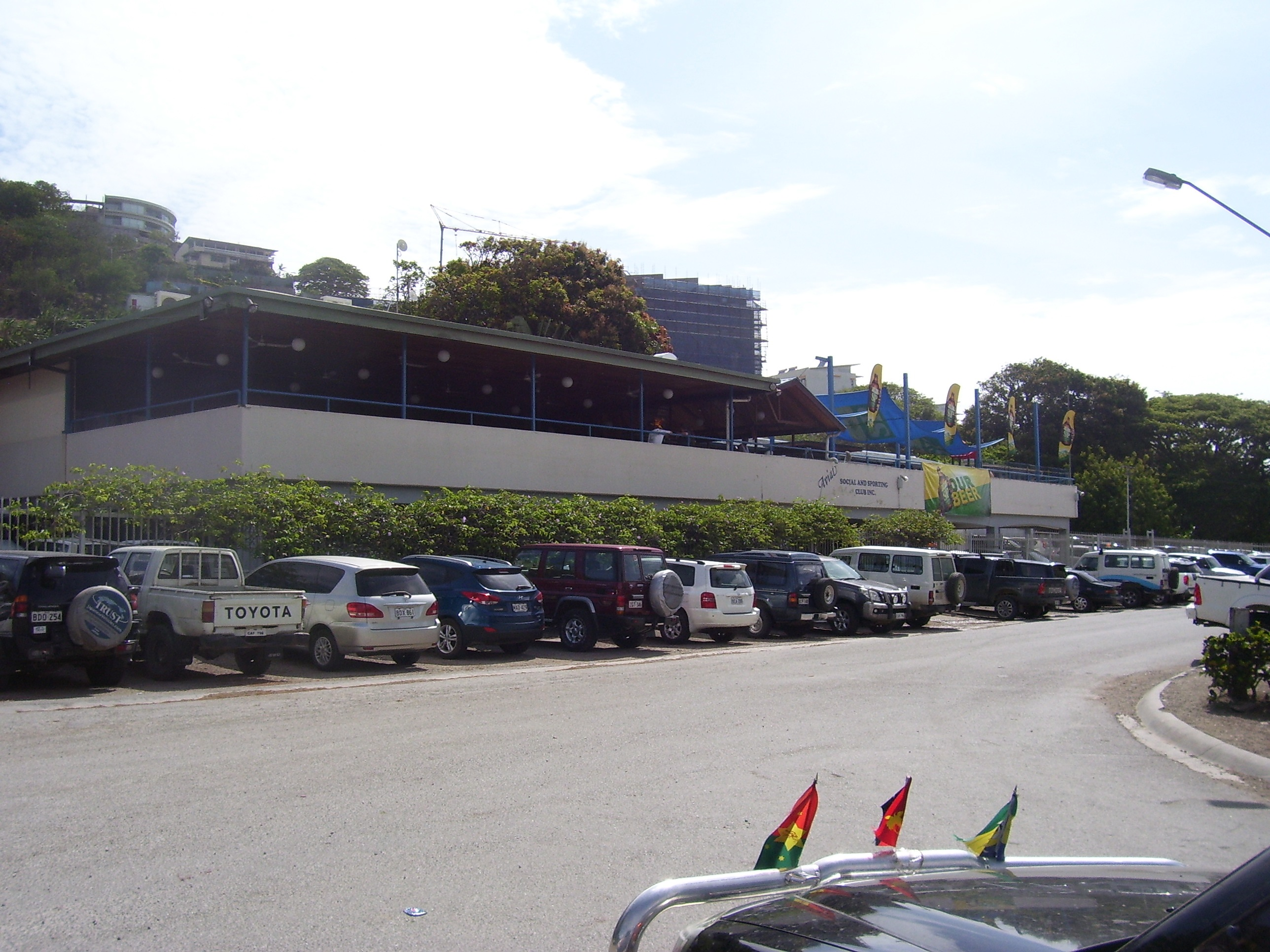
Авиаклуб в Конедобу
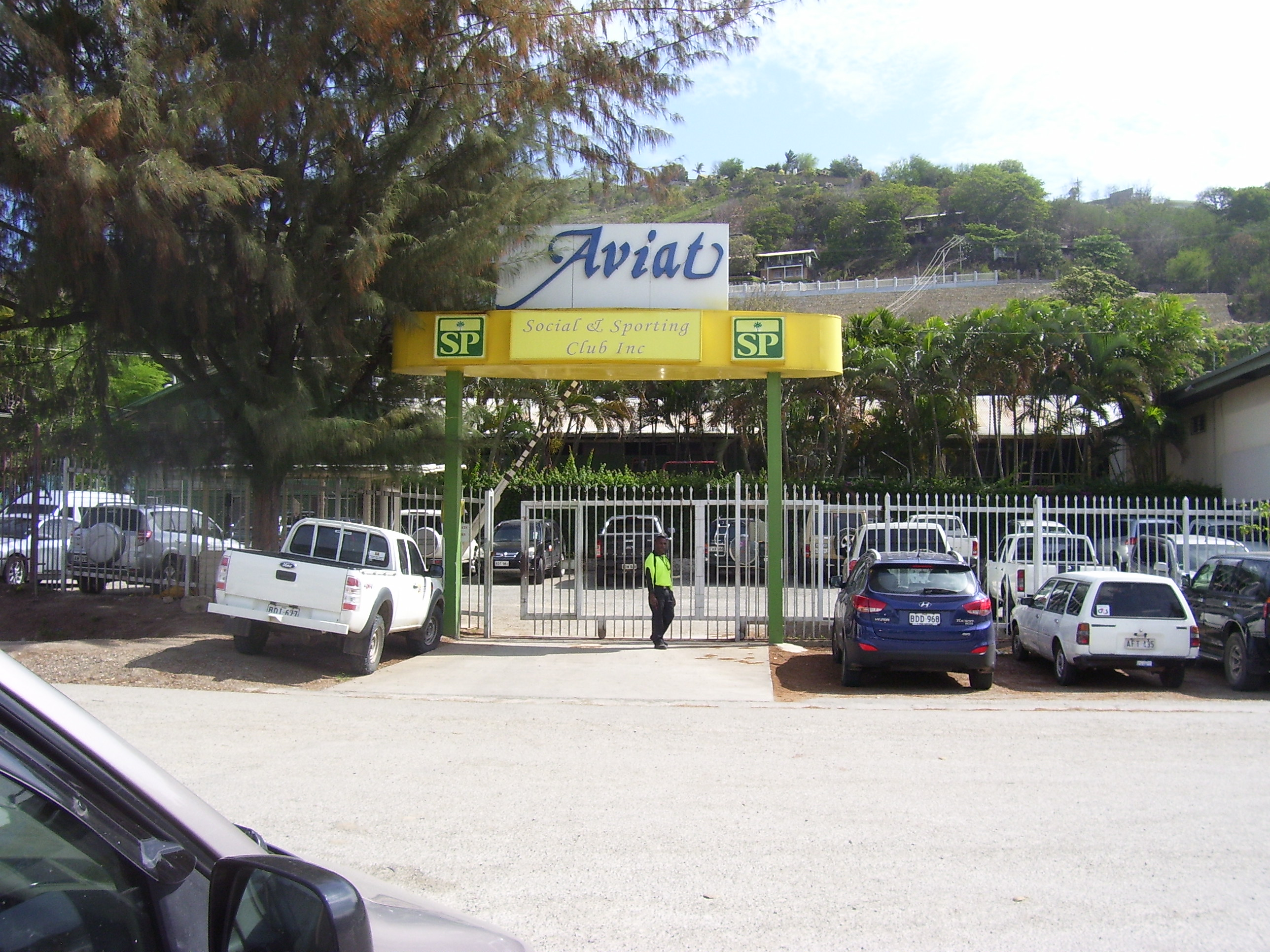
Здание авиаклуба со стороны парковки